# Brasserie des Sources
La Brasserie des Sources (anciennement Brasserie de Saint-Amand) est une brasserie artisanale située à Saint-Amand-les-Eaux, dans le département du Nord.

## Histoire
La brasserie est créée en 1996 sous le nom de "Brasserie des Amis Réunis", avec l'aide de l'Union européenne et à l'instigation d'une association des acteurs et réalisateurs du film Germinal (Association des Amis Réunis : Gérard Depardieu, Renaud, Miou-Miou, Claude Berri, Jean-Pierre Coffe, ...). Sa première production est une bière nommée Germinal. Elle devient la Brasserie de Saint-Amand-les-Eaux en 2002.
En 2005, après une fermeture pour cause de liquidation judiciaire, la brasserie est reprise par Jean-Luc Robert Butez (propriétaire de International Breweries and Beers), et ouvre de nouveau sous le nom de Brasserie des Sources.
Le matériel de brasserie est installé dans le bâtiment des anciens abattoirs de Saint-Amand-les-Eaux. Ce matériel a été originellement acheté par l'Association des Amis Réunis.
La bière Bellerose est lancée en 2011.
En 2016, la Brasserie des Sources est la première brasserie française élue "Brasseurs Européens de l'année" lors du Concours de l’International Beer Challenge à Londres.

## Bières

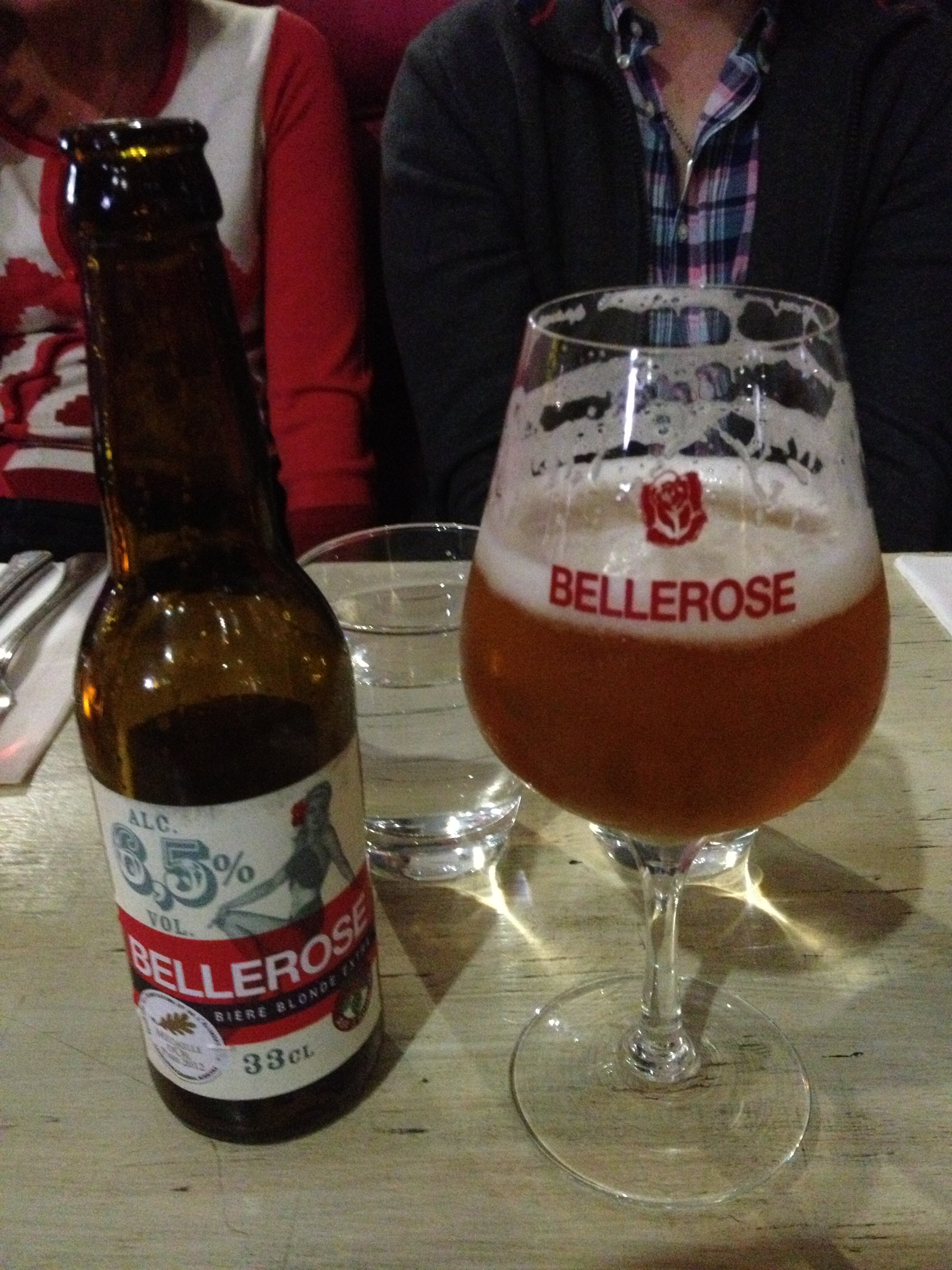
Bière Bellerose.

Liste non exhaustive de la production :
- Bellerose Bière Blonde Extra 6.5° en bouteille de 0.33 l et 0.75 l
- Bellerose Bière Blonde IPA 6.5° en bouteille de 0.33 l et 0.75 l
- Bellerose Bière Blonde NEIPA 6.5° en bouteille de 0.33 l et 0.75 l
- Bellerose Bière Brune 7.5° en bouteille de 0.33 l et 0.75 l
- Brasserie des Sources Vieux Lille 7° Ambrée en bouteille de 0.75 l
- Brasserie des Sources Vieux Lille 7° Blonde en bouteille de 0.33 l
- Brasserie des Sources Vieux Lille Triple 8.5° Blonde en bouteille de 0.33 l et 0.75 l
- Abbatiale (de Noël) 6.5° Rousse en bouteille de 0.75 l
- Abbatiale de Saint-Amand (bière d'abbaye) 5° Blanche en bouteille de 0.33 l et 0.75 l
- Abbatiale de Saint-Amand (bière d'abbaye) 7° Blonde en bouteille de 0.33 l et 0.75 l
- Abbatiale de St-Amand (bière d'abbaye) 6.5° Ambrée en bouteille de 0.33 l et 0.75 l
- Germinal Blonde 6.5° Blonde en bouteille de 0.33 l et 0.75 l
- Germinal Ambrée 6.5° Blonde en bouteille de 0.33 l et 0.75 l
- Braderie de Lille 6.2° en bouteille de 0.33 l et 0.75 l
- 3e Mi-Temps 6° Blonde en bouteille de 0.33 l
- Carnaval de Dunkerque 6.4° - en bouteille de 0.75 l
- RC Lens (Racing Club Lens) 6° Blonde en bouteille de 0.75 l
- (Anciennement La Raoul 6° Blonde en bouteille de 0.33 l et 0.75 l, maintenant brassée à la Brasserie de Gayant)

La capacité de production était en 2009 de 3800 hectolitres. Une grande partie de la production est distribuée localement dans le nord de la France et l'autre destinée à l'exportation.